# Kutry rakietowe typu Kralj
Kutry rakietowe typu Kralj – chorwackie kutry rakietowe z przełomu XX i XXI wieku. Okręty zostały zwodowane w latach 1992–2001 w stoczni Brodogradilište w Kraljevicy i w tych samych latach weszły do służby w marynarce wojennej Chorwacji. Jednostki, oznaczone numerami taktycznymi RTOP-11 i RTOP-12, nadal znajdują się w składzie floty chorwackiej (stan na 2020 rok).

## Projekt i budowa
Kutry rakietowe późniejszego typu Kralj (oznaczenie NATO Kobra) zostały zamówione przez marynarkę wojenną Jugosławii w końcu lat 80. XX wieku. Konstrukcja stanowiła rozwinięcie projektu kutrów rakietowych typu Končar z lat 70., z powiększonym kadłubem i nową nadbudówką. Stępki dwóch jednostek położono w stoczni Brodogradilište w Kraljevicy jeszcze przed rozpadem Jugosławii, a wodowano je w 1992 i 2001 roku.
| Okręt                     | Stocznia   | Wodowanie     | Wejście do służby | Los              |
| ------------------------- | ---------- | ------------- | ----------------- | ---------------- |
| „Kralj Petar Krešimir IV” | Kraljevica | 21 marca 1992 | 7 lipca 1992      | w służbie (2020) |
| „Kralj Dmitar Zvonimir”   | Kraljevica | 30 marca 2001 | 16 września 2001  | w służbie (2020) |

## Dane taktyczno-techniczne

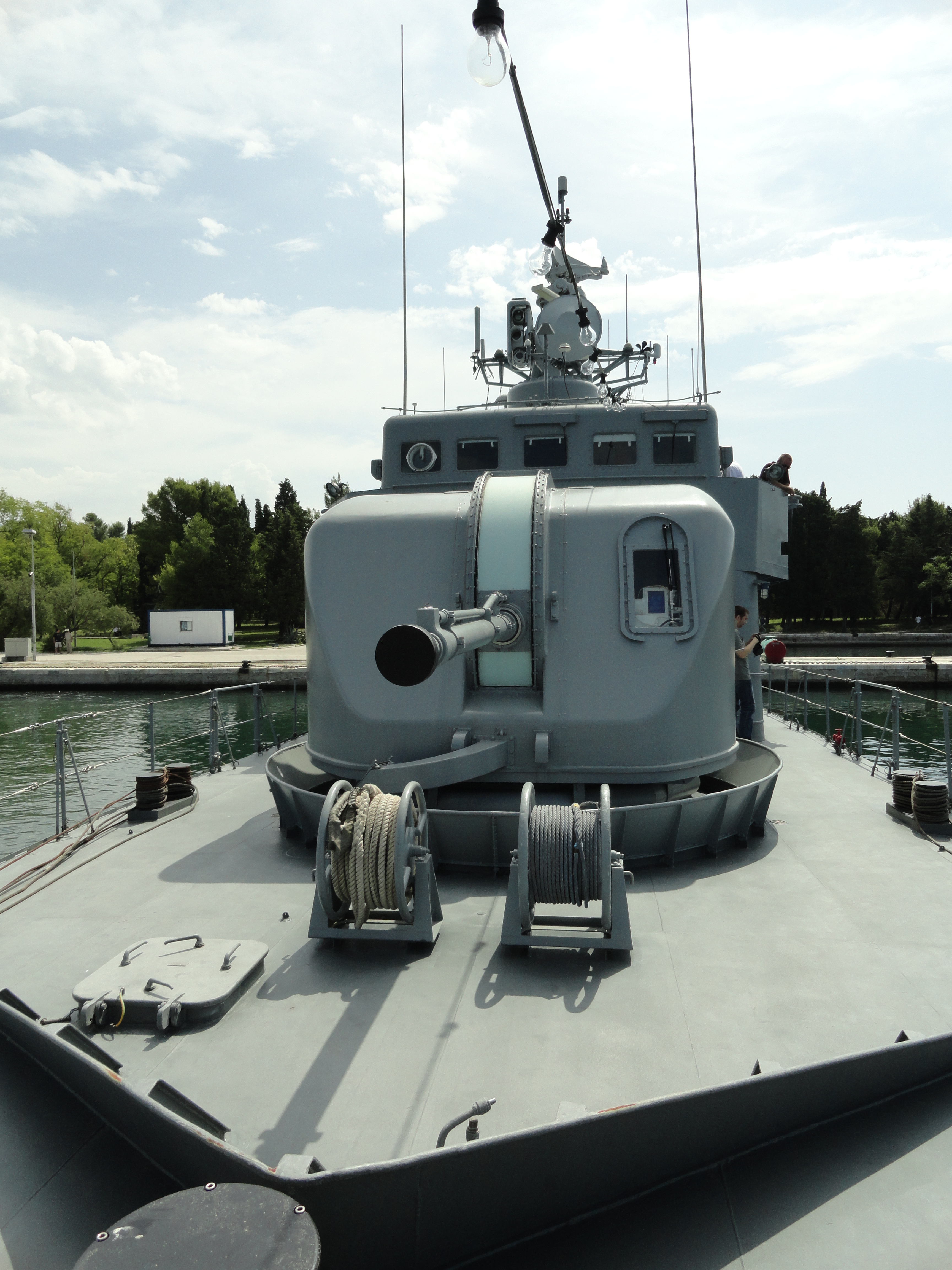
Dziobowa armata Bofors kal. 57 mm

Okręty są kutrami rakietowymi o długości całkowitej 53,6–54,2 metra, szerokości całkowitej 8,5–8,6 metra i zanurzeniu 2,3–3,6 metra. Wyporność pełna wynosi 385–390 ton. Napędzane są przez trzy silniki wysokoprężne M504B-2 o łącznej mocy 9,2 MW (12 500 KM), poruszające trzema śrubami. Maksymalna prędkość jednostek wynosi 36 węzłów, a zasięg 1700 Mm przy prędkości 18 węzłów (lub 1500 Mm przy prędkości 20 węzłów).
Główne uzbrojenie okrętów stanowią cztery pojedyncze kontenerowe wyrzutnie przeciwokrętowych pocisków rakietowych Saab RBS-15, umieszczone po dwie na każdej burcie na pokładzie rufowym . Pocisk rozwija prędkość 0,8 Ma, masa głowicy bojowej wynosi 83 kg, a maksymalny zasięg sięga 70 km. Na dziobie w wieży znajduje się pojedyncze działo uniwersalne Bofors kalibru 57 mm L/70. Masa naboju wynosi 2,4 kg, donośność 17 000 metrów i szybkostrzelność 200 strz./min. Bezpośrednio za nadbudówką na wysokiej platformie umieszczono sześciolufowe działko AK-630M kalibru 30 mm o szybkostrzelności 3000 strz./min i donośności 4000 metrów. Broń małokalibrową stanowią dwa pojedyncze stanowiska wkm kalibru 12,7 mm . Okręty mogą też przenosić cztery miny magnetyczne AIM-70 lub sześć min akustycznych SAG-1.
Wyposażenie radioelektroniczne obejmuje radar nawigacyjny Racal 1290A i radar dozoru ogólnego Racal BT 502, systemy kierowania ogniem PEAB 9LV 249 Mk 2 i Kołonka (dla AK-630M), sonar RIZ PP10M oraz system zakłóceń pasywnych z dwiema wyrzutniami celów pozornych Wallop Barricade.
Załoga kutra składa się z 5–6 oficerów oraz 25–28 podoficerów i marynarzy.

## Służba
„Kralj Petar Krešimir IV” został przyjęty do służby w marynarce wojennej Chorwacji 7 lipca 1992 roku, a „Kralj Dmitar Zvonimir” 16 września 2001 roku. Jednostki otrzymały numery taktyczne odpowiednio RTOP-11 i RTOP-12. W lipcu 1993 roku „Kralj Petar Krešimir IV” został ciężko uszkodzony w wyniku eksplozji ładowanego do wyrzutni pocisku rakietowego. Na obu jednostkach planowano wymianę silników M504B-2 na nowe firmy MTU, jednak nie doszła ona do skutku . „Kralj Petar Krešimir IV” i „Kralj Dmitar Zvonimir” bazują w Splicie. Oba okręty nadal znajdują się w składzie floty chorwackiej (stan na 2020 rok) . 